# غيتكسان
الغيتكسان هم من سكان كندا الأصليين، تضمّ أراضيهم معظم المنطقة المعروفة باسم سكينا باللغة الإنجليزية ( Git : يعني "شعب" و Xsan: تعني "نهر الضباب"). تضم منطقة غيتكسان حوالي 35,000 كـم2 (14,000 ميل2) من الأراضي، من حوض نهر سكينا العلوي إلى منابع سكينا وروافده المحيطة. تعتبر ثقافة الغيتكسان جزءًا من حضارة الشعوب الأصلية في الساحل الشمالي الغربي للمحيط الهادئ، على الرغم من أن أراضيهم تقع في الداخل وليس على الساحل. كانوا يُعرفون في وقت ما أيضًا باسم تسيمشيان الداخلية، وهو مصطلح يشمل أيضًا شعب نيسجا، جيران جيتكسان في الشمال. جيرانهم إلى الغرب هم قبيلة تسيمشيان (المعروفة أيضًا باسم ساحل تسيمشيان)، في حين سكن شعب ويتسوويتن إلى الشرق، وهو شعب أثاباسكان، الذين تربطهم بهم علاقة طويلة وعميقة ومجتمع سياسي وثقافي مشترك.

## المجتمع والثقافة
الغيتكسان مجتمع أمومي يتكون من عشائر عرفت بأسماء الضفدع والنسر والذئب والأعشاب النارية. تتكون كل عشيرة من سلسلة من المنازل المستقلة (ويلب)، ولكل منها رئيسها الأعلى وأراضيها التقليدية ومواقع صيد الأسماك الخاصة بها. الزواج من أفراد العشيرة نفسها كان ممنوعاً.[بحاجة لمصدر]
يوجد قرابة 5000 شخص من الغيتكسان ينتشرون في جميع أنحاء كولومبيا البريطانية ويعيش العديد منهم في منطقة غيتكسان التقليدية. ويعيش العديد منهم أيضًا في أماكن أخرى في كولومبيا البريطانية، في أماكن مثل تيراس وسميثرز وفانكوفر، وكذلك في جميع أنحاء العالم.
ثمانون في المائة من الأشخاص الذين يعيشون في الأراضي المحيطة بخور ليجيت حتى منابع سكينا هم من جيتكسان ("أهل نهر الضباب") وتدعم الأدلة الأثرية تواجدهم منذ 10000 عام على الأقل. لغتهم التقليدية تسمى Gitxsanimaax.
يقع المتحف المعروف باسم "Ksan" الذي يعرض بعض فنون وتاريخ شعب غيتكسان التقليدية والحديثة في محمية غيتانماكس بالقرب من هازلتون \.

## فهرس
- آدامز، جون دبليو (1973) The Gitksan Potlatch: التدفق السكاني وملكية الموارد والمعاملة بالمثل. تورونتو: هولت، رينهارت، ووينستون من كندا.
- باربو، ماريوس (1928) سقوط تملاحم. تورونتو: ماكميلان.
- باربو، ماريوس (1929) طوطم البولنديين في جيتكسان، نهر سكينا العلوي، كولومبيا البريطانية. أوتاوا: كندا، وزارة المناجم.
- بينون، ويليام (2000) بوتلاتش في جيتسجوكلا: دفاتر ملاحظات ويليام بينون الميدانية لعام 1945. إد. بقلم مارجريت أندرسون ومارجوري هالبين. فانكوفر: مطبعة UBC.
- مؤلفات كتب "كسان" (1977) "وي-جيت يتجول: أساطير الشمال الغربي". سانيشتون، كولومبيا البريطانية: دار هانكوك للنشر.
- كوف، جون جي. (1982) “مفهوم الجيتكسان التقليدي لملكية الأرض”. الأنثروبولوجيا، المجلد. 24، لا. 1، ص. 3-17.
- دالي، ريتشارد (2005) كان صندوقنا ممتلئًا: إثنوغرافيا للمدعين في ديلجامووكو. فانكوفر: مطبعة UBC.
- داف، ويلسون (محرر) (1959) تاريخ وأقاليم وقوانين كيتوانكول. فيكتوريا: متحف كولومبيا البريطانية الملكية.
- جالوا، روبرت، ونيل ج. ستريت، (1998) الحدود القبلية في مستجمع مياه ناس. فانكوفر: مطبعة UBC.
- جيبسون، جون فريدريك (1972) ، عالم صغير وساحر. تورونتو: دار كولينز للنشر.
- تيري جلافين (1990) وليمة الموت في دملاحميد. فانكوفر: كتب نيو ستار.
- هاريس، كريستي (1975) رجل السماء على عمود الطوطم؟ نيويورك: أثينيوم.
- هاريس، كينيث ب. (1974) الزوار الذين لم يغادروا أبدًا: أصل شعب دميلاحميد. فانكوفر: مطبعة جامعة كولومبيا البريطانية.
- مونيه ودون وأرديث ويلسون (1992) الاستعمار قيد المحاكمة: حقوق السكان الأصليين في الأرض وقضية سيادة جيتكسان وويتسويتن. فيلادلفيا: ناشرو المجتمع الجديد.
- ستيريت، نيل ج.، (2020) رسم خريطة طريقي إلى المنزل: تاريخ غيتكسان. سميثرز، كولومبيا البريطانية: مطبعة كريكستون.
- راسل، روي (2015) العيد: قصة جيتكسان

## روابط خارجية
- الموقع الرسمي لشعب غيتكسان
- عمليات الإخلاء نسخة محفوظة 14 يوليو 2014 على موقع واي باك مشين.